# ラスベガス映画批評家協会
ラスベガス映画批評家協会（ラスベガスえいがひひょうかきょうかい、英: Las Vegas Film Critics Society）は、ラスベガスを拠点とするテレビ・雑誌・新聞・インターネットの映画評論家による非営利民間組織である。略称はLVFCS。
LVFCSは毎年、優秀な映画・映画人に対し「ラスベガス映画批評家協会賞（シエラ賞）」を贈る。その中には、オスカー賞受賞俳優にちなんだ「ウィリアム・ホールデン生涯功労賞」という賞が存在する。

## 授賞式
| - 1997年 - 第1回 - 1998年 - 第2回 - 1999年 - 第3回 - 2000年 - 第4回 - 2001年 - 第5回 - 2002年 - 第6回 - 2003年 - 第7回 - 2004年 - 第8回 - 2005年 - 第9回 - 2006年 - 第10回 | - 2007年 - 第11回 - 2008年 - 第12回 - 2009年 - 第13回 - 2010年 - 第14回 - 2011年 - 第15回 - 2012年 - 第16回 - 2013年 - 第17回 - 2014年 - 第18回 - 2015年 - 第19回 - 2016年 - 第20回 | - 2017年 - 第21回 - 2018年 - 第22回 - 2019年 - 第23回 - 2020年 - 第24回 - 2021年 - 第25回 - 2022年 - 第26回 - 2023年 - 第27回 |  |